# 特里斯坦·邦马
特里斯坦·邦马（荷蘭語：Tristan Bangma，1997年10月6日—），男，荷兰自行车运动员。他曾代表荷兰参加2016年、2020年和2024年夏季残疾人奥林匹克运动会自行车比赛，获得三枚金牌和一枚银牌。